# Граф Монте-Крісто (фільм, 1943)
«Граф Монте-Крісто» (фр. Le Comte de Monte-Cristo) — французький двосерійний чорно-білий драматичний фільм 1943 року, поставлений режисером Робером Верне за однойменним романом Александра Дюма з П'єром Рішаром-Вільмом у головній ролі.
- Перша серія: «Едмон Данстес» (фр. Edmond Dantès)
- Друга серія: «Відплата» (фр. Le châtiment)

## Сюжет
Марсель, 1814 рік. Моряк Едмон Дантес (П'єр Рішар-Вільм) заарештований в день весілля зі своєю коханою Мерседес за неправдивим анонімним звинуваченням у бонапартистській змові та ув'язнений в замку Іф. Так і не домігшись справедливого суду, він проводить в замку 20 років. Там він стає другом і учнем іншого ув'язненого — абата Фаріа. Перед смертю абат розкриває йому таємницю казкового кладу, захованого на острові Монте-Крісто.
Дантес втікає з неволі під виглядом мерця та згодом прибуває під ім'ям Монте-Крісто до Парижа разом зі своєю супутницею Гайде, яку врятував у далекій країні від рабства. На знайдені ним скарби він готує помсту трьом головним винуватцям своїх нещасть.

## У ролях
| • П'єр Рішар-Вільм | … | Едмон Дантес        |
| • Мішель Альфа     | … | Мерседес            |
| • Еме Кларіон      | … | мосьє де Вільфор    |
| • Марсель Ерран    | … | Бертуччо            |
| • Ермете Дзаконі   | … | абат Фаріа          |
| • Александр Ріньйо | … | Кадрусс             |
| • Анрі Боск        | … | Фернан, граф Монсер |
| • Жак Бомер        | … | Нуарті              |
| • Андре Фуше       | … | Бенедетто           |
| • Марі-Елен Дасте  | … | мадам де Вільфор    |
| • Рене Бержерон    | … | поліцейський        |
| • Ліз Деламар      | … | Гайде               |
| • Лін Норо         | … | Ла Карконт          |
| • Жан Шадюк        | … | Альберт де Монсер   |
| • Шарль Гранваль   | … | мосьє Морель        |
| • Луї Салу         | … | Бошан               |

## Знімальна група
- Автор сценарію — Шарль Спаак, Гульельмо Сантанжело та П'єтро Соларі (діалоги, італійська версія), за романом Александра Дюма «Граф Монте-Крісто»
- Режисер-постановник — Робер Верне
- Продюсер — Аріс Ніссотті, П'єр О'Коннелл
- Оператор — Віктор Арменіз
- Композитор — Роже Дезорм'єр з уривками з творів Боккеріні, Вебера, Россіні та Йоганна Штрауса[1]
- Монтаж — Жан Фейт
- Художник-постановник — Рене Рену
- Художник по костюмах — Розін Деламар
- Звук — Рене Люж

## Додаткові факти
- Французький кінознавець Жак Лурселль називає виконавця головної ролі П'єра Рішара-Вільма «найкращим Монте-Крісто в історії кіно», який «однаково хороший та елегантний в образі жертви і в образі месника».[1]
- у 1950 році фільм демонструвався в радянському кінопрокаті, зібравши 18 000 000 глядачів[2][3].
- У 1954 році Робер Верне вдруге екранізував роман Александра Дюма, поставивши фільм «Граф Монте-Крісто» з Жаном Маре у головній ролі.